# Primater
Primater (latin: Primates) er en orden inden for pattedyrene. Der findes ca. 375 nulevende arter af primater. De inddeles i to underordner, Strepsirrhini (halvaber) og Haplorhini (aber og spøgelsesaber). Til aberne medregnes de store menneskeaber (Hominidae), der også indbefatter mennesket (Homo sapiens). De fleste arter af primater lever i tropisk regnskov i Sydamerika, Afrika og Sydøstasien.
Primaterne udviklede sig fra forfædre, der levede i træerne i tropiske skove. De tidligste egentlige primater kendes fra fund af 56 millioner år gamle fossiler. Ordet primat stammer fra det latinske 'primus' (den første) og sigter til mennesket som kronen af skabelsen.

## Udbredelse
Med undtagelse af mennesket, som nu forekommer på hele jorden, lever de fleste primater i tropiske eller subtropiske dele af Amerika, Afrika og Asien. I Amerika strækker udbredelsesområdet sig fra det sydlige Mexico til det nordlige Argentina. Derimod findes ingen hjemmehørende primater på øerne i det Caribiske hav. Her findes kun dyr, der er indført af mennesket og fossiler af en slægt, der allerede uddøde for mere end to tusind år siden. I Afrika er primater almindelige og det største antal arter findes syd for Sahara. På Madagaskar lever meget specielle primater som kun forekommer der. I Asien strækker udbredelsesområdet sig over den Arabiske halvø (den her levende art af bavianer er muligvis indført af mennesker), Indien, Kina, Japan og en del af Sydøstasien. I Europa forekommer kun en enkelt art, berberaben på Gibraltar, frit i naturen. Men også den er sandsynligvis indført af mennesker.

## Udseende
Selv om primaterne er ret veldefinerede som gruppe, findes der forholdsvis få særkendetegn, der ikke også kan findes hos andre pattedyr.

### Størrelse
Størrelsen varierer fra de kun 10 til 14 cm lange og cirka 40 gram tunge dværg- og muselemurer til den op til 200 kg tunge gorilla. Generelt er arter i underordnen halvaber (gennemsnitlig vægt cirka 500 gram) mindre end arter i den anden underorden Haplorhini (gennemsnitlig vægt cirka 5 kg). Nogle arter har en udpræget kønsdimorfi. Hannen er i gennemsnit større, med undtagelse af de fleste vestaber i Sydamerika. Undertiden er hanner dobbelt så tunge som hunner og der kan også findes forskelle i hårfarve (f.eks. hos kappebavian).

### Tænder
De ældst kendte fund af primater havde tandformlen 2-1-4-3, det vil sige per kæbehalvdel to fortænder, en hjørnetand, fire forkindtænder og tre kindtænder, sammenlagt 40 tænder. Hos de nulevende primater er den maksimale tandformel 2-1-3-3, hvilket f.eks. ses hos lemurer og kapucineraber. Nogle arter har på grund af deres føde mistet nogle tænder, for eksempel har slægten væsellemurer ingen fortænder i overkæben. Det mindste antal tænder har aye-aye med 18 tænder, idet den ikke har hjørnetænder og kun en fortand i hver kæbehalvdel. Hos østaber, der indbefatter mennesket, er tandformlen 2-1-2-3, altså 32 tænder.

### Lemmer
Alle primater har fire lemmer med fem fingre eller tæer på hver ekstremitet. Et særkendetegn er fingernegle, hvilket findes hos de fleste arter og modstillede tommelfingre, der dog også findes hos blandt andet opossum uden for primaternes orden. Den modstillede tommelfinger er rudimentær hos nogle arter, der svinger sig fra gren til gren, f.eks. edderkopaber. Derimod har alle arter bortset fra mennesket en modstillet storetå på foden.
De fleste primater lever i træer, hvor de bevæger sig meget adræt, og deres lemmer er tilpasset denne levevis. De bageste lemmer er næsten altid længere og mere robuste end de forreste og er ansvarlige for den største del af bevægelsen. En undtagelse danner gibboner og mange arter i familien menneskeaber.
Arter i underordnen Strepsirrhini (halvaber) har en klo på den anden tå som de anvender, når de pudser pelsen.

### Halen
Mange trælevende pattedyr anvender halen til at holde balancen, og det gælder også for primater. Trods dette forekommer primater med reduceret hale eller helt uden hale. Med undtagelse af menneskeaber, der alle mangler hale, er halens længde ikke kendetegnende for slægtskabsforholdet. Endda i den samme slægt, nemlig makakaber, kan der både forekomme arter som mangler hale og arter som har en hale som er dobbelt så lang som kroppen. En gribehale findes kun hos visse slægter i gruppen vestaber. Deres haler mangler hår på undersiden, der her i stedet har følsomme nerver.

## Klassificering
Begreberne "halvabe" og "abe" har basis i traditionel biologisk klassifikation. En strikt kladistisk klassifikation af primaterne placerer spøgelsesaberne sammen med antropoiderne (aberne) i gruppen Haplorhini, mens de øvrige halvabe-grupper placeres hver for sig.
Gruppen Strepsirrhini (halvaber) består af lemurer fra Madagaskar og af lorier og galagoer fra Afrika og Asien. Galagoer findes kun i Afrika. Gruppen Haplorhini består af spøgelsesaber fra Østasien, østaber fra Asien og Afrika, og vestaber fra Mellem- og Sydamerika.
Morfologisk adskiller Strepsirrhini sig fra Haplorhini bl.a. ved at der bag øjets nethinde findes et lag spejlagtige celler (tapetum lucidum), og ved et fugtigt, nøgent område omkring næseborene (rhinarium) og en foldet slimhinde mellem næsetip og mund (philtrum). Dette er primitive pattedyrstræk, der giver bedre nattesyn og lugtesans.
Primater tilhørende Haplorhini er næsten alle dagaktive (spøgelsesaber og nataber er dog nataktive). Væsentlige træk til opdeling af Haplorhini er: vestaber har tre forkindtænder, mens østaber har reduceret antallet til to. Vestabers næsebor peger til siden, og østabers nedad. Menneskeaberne er den tidligst udskilte gruppe inden for østaberne. Kindtandsmorfologien er mere primitiv (Y5-struktur i kindtændernes tyggeflader). Det mest tydelige afledte træk er mangel på hale. De øvrige østaber har kindtænder med tyggeflader, der har fire symmetrisk placerede knuder (bilophodonte tænder) samt hale.

### Familier
Nedenfor er en liste over familier af de nulevende primater sammen med én mulig gruppering af disse familier i underordner, infraordner, parvordner og overfamilier. Der findes også andre måder at klassificere familierne på end den viste. For eksempel opdeler en alternativ klassifikation de nulevende Strepsirrhini i to infraordner, Lemuriformes and Lorisiformes.
- Orden Primates
  - Underorden Strepsirrhini: halvaber
    - Infraorden Lemuriformes[a]
      - Overfamilie Lemuroidea: lemurer
        - Familie Cheirogaleidae: dværglemurer (34 arter)
        - Familie Daubentoniidae: aye-aye (1 art)
        - Familie Lemuridae: ægte lemurer (21 arter)
        - Familie Lepilemuridae: væsellemurer (26 arter)
        - Familie Indriidae: indrier (19 arter)

      - Overfamilie Lorisoidea
        - Familie Lorisidae: lorier (14 arter)
        - Familie Galagidae: galagoer (19 arter)

  - Underorden Haplorhini: spøgelsesaber og aber
    - Infraorden Tarsiiformes
      - Familie Tarsiidae: spøgelsesaber (11 arter)

    - Infraorden Simiiformes: aber
      - Parvorden Platyrrhini: vestaber
        - Familie Callitrichidae: egernaber (42 arter)
        - Familie Cebidae: kapucineraber og dødningehovedaber (14 arter)
        - Familie Aotidae: nataber (11 arter)
        - Familie Pitheciidae: springaber, sakiaber og uakarier (43 arter)
        - Familie Atelidae: brøleaber, edderkopaber og uldaber (29 arter)

      - Parvorden Catarrhini: østaber
        - Overfamilie Cercopithecoidea: hundeaber
          - Familie Cercopithecidae: marekatte, bavianer og makakaber (138 arter)

        - Overfamilie Hominoidea: menneskeaber i bred forstand
          - Familie Hylobatidae: gibboner (17 arter)
          - Familie Hominidae: fx chimpanse, orangutang, gorilla og menneske (7 arter)